# Schespet
Schespet ist die Bezeichnung eines altägyptischen Dekans. In den Dekanlisten A2, beispielsweise auf der Diagonalsternuhr EA47605, stand Schespet zwischen Bekati und Tepi-a chentet an zehnter Position des ersten Monats der Jahreszeit Achet. In Rückrechnung hätte Schespet auf den Diagonalsternuhren des Mittleren Reichs als Dekanstern die erste Position in der ersten Dekade des vierten Monats der Jahreszeit Achet eingenommen.
Im Grab des Senenmut steht Schespet als Vertreter der Gruppe C sowie als Triangel-Dekan mit dem Determinativ eines Einzelsterns an zweiter Position der Heriu-renpet-Dekane. Als Gottheit sind dem Dekanstern die beiden Horusaugen zugeordnet, denen drei Sterne folgen. Ebenfalls als Triangel- und Heriu-renpet-Dekan ist Schespet im Grab des Sethos I. an zweiter Position zu sehen, dort mit Horus und dem Horusauge im Gefolge.